# Фукаура
Фука́ура (яп. 深浦町 Фукаура-мати) — посёлок в Японии, находящийся в уезде Нисицугару префектуры Аомори. Площадь посёлка составляет 488,86 км², население — 9236 человек (1 августа 2014), плотность населения — 18,89 чел./км².

## Географическое положение
Посёлок расположен на острове Хонсю в префектуре Аомори региона Тохоку. С ним граничит посёлок Хаппо.

## Население
Население посёлка составляет 9236 человек (1 августа 2014), а плотность — 18,89 чел./км². Изменение численности населения с 1980 по 2005 годы:
| 1980 | 15 445 чел. |  |
| 1985 | 14 307 чел. |  |
| 1990 | 13 335 чел. |  |
| 1995 | 12 546 чел. |  |
| 2000 | 11 799 чел. |  |
| 2005 | 10 910 чел. |  |

## Символика
Деревом посёлка считается Fagus crenata, цветком — адонис амурский, птицей — сизая чайка.